# Districtul Federal (Brazilia)
Districtul Federal este una dintre cele 27 de unități federative ale Braziliei. Înconjoară capitala statului, Brasília. Are o populație de 2.557.158 de locuitori și suprafață de 5.801,94 km². Se învecinează cu statul Goiás și cu statul Minas Gerais.

## Vezi și
- Lista regiunilor administrative din Districtul Federal

1. ↑   https://www.ibge.gov.br/en/cities-and-states/df.html Lipsește sau este vid: |title= (ajutor)